# Ullensaker/Kisa Idrettslag
L'Ullensaker/Kisa è una società calcistica norvegese con sede nella città di Jessheim. Milita nella 2. divisjon, terza divisione del campionato norvegese.

## Storia
L'Ullensaker/Kisa giocò nella 2. divisjon dal 1999, andando anche vicino alla promozione nella 1. Divisjon in alcune occasioni. La squadra ben figurò durante la Coppa di Norvegia 2009, riuscendo ad eliminare il Sandefjord (all'epoca nell'Eliteserien) nel secondo turno della competizione. Il club fu poi eliminato dal Vålerenga, al terzo turno.
Il club vinse il gruppo 1 della 2. divisjon 2011, guadagnandosi la promozione in 1. divisjon.

## Allenatori
- 2004-2005  Teitur Þórðarson
- 2007  Peter Engelbrektsson
- 2011-2012  Arne Erlandsen
- 2013  Roar Johansen
- 2014  Tommy Berntsen
- 2015  Jonas Olsson
- 2016-oggi  Vegard Skogheim

## Palmarès

### Competizioni nazionali
- 2. divisjon: 2

2011 (gruppo 1), 2015 (gruppo 3)

### Altri piazzamenti
- 2. divisjon:

Secondo posto: 2003 (gruppo 2), 2008 (gruppo 4)

## Organico

### Rosa 2018
Rosa aggiornata al 15 agosto 2018.
| N. |                     | Ruolo | Calciatore          |
| -- | ------------------- | ----- | ------------------- |
| 1  | Norvegia (bandiera) | P     | Alexander Vangen    |
| 3  | Norvegia (bandiera) | C     | Herman Henriksen    |
| 4  | Somalia (bandiera)  | D     | Ciise Abshir        |
| 5  | Norvegia (bandiera) | D     | Nikolas Walstad     |
| 6  | Norvegia (bandiera) | C     | Eric Kitolano       |
| 7  | Norvegia (bandiera) | D     | Jan Tore Amundsen   |
| 8  | Norvegia (bandiera) | C     | Truls Jørstad       |
| 9  | Norvegia (bandiera) | A     | Ole Kristian Langås |
| 10 | Norvegia (bandiera) | A     | Martin Trøen        |
| 11 | Norvegia (bandiera) | C     | Christian Aas       |
| 14 | Norvegia (bandiera) | A     | Ole Andreas Nesset  |
| 17 | Norvegia (bandiera) | D     | Karsten Rognerud    |

| N. |                     | Ruolo | Calciatore                |
| -- | ------------------- | ----- | ------------------------- |
| 18 | Norvegia (bandiera) | C     | Henrik Kristiansen        |
| 19 | Norvegia (bandiera) | C     | Kristoffer Normann Hansen |
| 20 | Norvegia (bandiera) | D     | Morten Sundli             |
| 21 | Francia (bandiera)  | D     | Emmanuel Troudart         |
| 22 | Norvegia (bandiera) | A     | Nicolay Solberg           |
| 23 | Norvegia (bandiera) | D     | Mats André Kaland         |
| 25 | Norvegia (bandiera) | C     | Martin Torp               |
| 26 | Norvegia (bandiera) | D     | Espen Bjørnsen Garnås     |
| 31 | Norvegia (bandiera) | P     | Stefan Hagerup            |
| –– | Norvegia (bandiera) | C     | Sebastian Remme Berge     |
| –– | Norvegia (bandiera) | A     | Lars-Jørgen Salvesen      |